# Budy Piaseczne
Budy Piaseczne – wieś w Polsce położona w województwie mazowieckim, w powiecie sierpeckim, w gminie Zawidz. Ma status sołectwa.
| SIMC    | Nazwa          | Rodzaj     |
| ------- | -------------- | ---------- |
| 1056570 | Budy Żabowskie | przysiółek |

W latach 1975–1998 miejscowość administracyjnie należała do województwa płockiego.

## Historia
W czasie okupacji niemieckiej mieszkająca we wsi rodzina Ostrowskich udzieliła pomocy Żydom Szlomo NN, Maszy, Berkowi, Symkowi, Heli, Szolowi, Mosze i Szmulowi Fersztman, Szlomwi Goldiner, Maszy Goldiner z d. Fersztman. W 1992 roku Instytut Jad Waszem podjął decyzję o przyznaniu Stanisławowi i Mariannie Ostrowskim tytułu Sprawiedliwych wśród Narodów Świata. 